# 말초신경계

파란선이 말초신경계를 나타낸다.

말초신경계(末梢神經系, 영어: peripheral nervous system; PNS)는 척추동물의 뇌나 척수의 중추 신경계에서 나와 온몸에 나뭇가지 모양으로 분포하는 신경계를 말한다. 말초신경계통으로도 부른다.
말초신경계는 동물의 신경계 일부로서 중추신경계와 함께 동물의 행동을 제어한다. 말초신경계의 주된 역할은 외부 기관과 중추신경계를 연결하여 외부의 '자극'을 감지한 감각 정보를 중추신경계로 전달하거나, 중추신경계에서 보내오는 운동 정보에 '반응'하도록 기관에 전달하는 것이다. 중추신경계와는 다르게 뼈나 뇌혈관장벽으로 보호되지 않아 기계적 충격이나 병원체로부터의 감염 위험에 노출되어 있다. 체성신경계와 자율신경계로 분류할 수 있다.

## 발생
말초신경계는 중추신경계와 비슷한 시기에 함께 발생하게 된다. 배 발생에서 배엽이 생겼을 때 외배엽에 위치하는 신경판이 중추신경계로 발생한다. 이후 신경판은 몇 번 접혀 주름을 형성하며 신경관으로 변화하게 되는데, 이때 모든 세포가 신경관으로 발달하지는 않고 남는 세포가 생긴다. 여기서 남은 세포는 신경관 바깥에 언덕 모양으로 세로로 늘어서 배치되기 때문에 신경릉이라 한다. 이 신경릉에서 말초신경계 구조의 대부분이 만들어진다. 하지만 일부 말초신경계는 머리 부분에 있는 외배엽에서 발생하기도 한다

## 종류 및 구성
말초신경계에는 체성 신경계와 자율 신경계가 있다.

### 체성 신경계
체성 신경계는 우리의 의식과 관계하는 신경으로, 뇌신경과 척수 신경이 여기에 속한다. 뇌신경이 원구류는 8쌍, 어류·양서류는 10쌍, 파충류 이상의 동물은 12쌍으로, 안면의 감각 기관과 내장, 근육 등에 분포한다. 척수 신경은 척수에서 나와 몸의 각 부분에 분포하는 신경으로 사람은 모두 31쌍의 척수 신경이 있다. 척수 신경은 감각 기관에서 들어오는 감각 신경과 운동기로 나가는 운동 신경으로 되어 있다.

### 자율 신경계
자율 신경계는 말초 신경계 중에서 감각이나 운동과는 관계없이 내장 등의 불수의근(내 의지와 상관없이 스스로 움직이는 근육)에 분포하는 신경계이다.
자율 신경계에는 교감 신경과 부교감 신경이 있으며, 이들은 거의 같은 기관에 분포되어 있어 서로 길항적으로 작용한다. 자율 신경계의 최고 중추는 간뇌의 시상하부에 있으며, 체성 신경계와 마찬가지로 구심성 신경으로 보내져 온 정보를 중추에서 처리하고, 원심성 신경에 의해 내장 여러 기관을 조절하고 있다.
교감 신경은 척수의 중간 부분에서 나와, 척수의 양쪽에 염주알 모양으로 늘어선 교감 신경절에서 다른 뉴런으로 교대되어 여러 내장 기관에 분포한다.
부교감 신경은 중뇌와 연수 및 척수의 꼬리 부분(선수)에서 나와 각 내장 기관에 분포하는데, 중뇌에서 나오는 동안 신경, 연수에서 나오는 안면·설하·미주 신경 및 척수에서 나오는 선수 신경으로 구성되어 있다.

### 신경 섬유
자율 신경은 2개의 신경 섬유, 즉 절전 섬유(신경절 앞의 뉴런)와 절후 섬유(신경절 뒤쪽의 뉴런)로 되어 있는데, 이 신경의 말단에서는 화학 물질이 분비되어 흥분을 전달한다. 교감 신경의 절전 섬유 말단에서는 아세틸콜린이, 절후 섬유 말단에서는 노르에피네프린이 분비되고, 부교감 신경의 절전, 절후 섬유의 끝에서는 아세틸콜린이 분비되어 자극의 전달에 관여한다.

### 슈반 세포
말초 신경계에서 수초를 형성한다. 한 개의 슈반 세포(Schwann cell)는 한 개의 수초만 형성한다.

### 위성 세포
위성 세포(satellite cell)는 신경절에 존재하는 신경 세포체들을 둘러싸서 보호한다.

## 같이 보기
- 중추신경계
- 체성신경계
- 자율신경계